# Янинска хроника
Янинската хроника е средновековен исторически извор, написан около 1440 година на гръцки език, най-дългият и най-обемен извор за историята на Епир през Средновековието.
Хрониката описва основно владението на Янина и Епир от деспот Тома Прелюбович (1366/1367-1384) и съпругата му Мария Ангелина Дукина Палеологина.
Авторът ѝ е неизвестен, като по-рано се е смятало, че нейни съставители са монасите Комнин и Прокул. Първата ѝ част се занимава с управлението на Тома Прелюбович и битката му с местните албанци. Тома е описан като алчен и жесток тиранин, а изпод перото на автора на хрониката лъха ясно изразена неприязън към него. Втората част засяга управлението на съпругата на деспота Мария, дъщеря на Симеон Синиша, която непосредствено след убийството на Тома на 23 декември 1384 г. сключва нов брак, за Томасовия пленник, Исав де Бунделмонти. За разлика от Тома, Мария е представена като благочестива и морална жена.
След смъртта на Мария на 28 декември 1394 г., хрониката продължава до 1399 г., като някои от нейните преписи съдържат спорадично актуализирана информация за събития до 1417/18 г.